# 377144 Okietex
377144 Okietex è un asteroide della fascia principale. Scoperto nel 2003, presenta un'orbita caratterizzata da un semiasse maggiore pari a 2,7810106 UA e da un'eccentricità di 0,2244803, inclinata di 7,77943° rispetto all'eclittica.